# Manichi
Manichi (ros. Манихи) – wieś (ros. деревня, trb. dieriewnia) w zachodniej Rosji, w osiedlu wiejskim Titowszczinskoje rejonu diemidowskiego w obwodzie smoleńskim.

## Geografia
Miejscowość położona jest nad rzeką Manicha (dopływ Leszczenki), 5 km od drogi regionalnej 66N-0505 (Diemidow – Chołm), 26,5 km od centrum administracyjnego osiedla wiejskiego (Titowszczina), 25 km od centrum administracyjnego rejonu (Diemidow), 48 km od stolicy obwodu (Smoleńsk), 56 km od granicy z Białorusią.
W granicach miejscowości znajdują się ulice: N. I. Artiuchowa, Krajniaja, Polewaja, Riecznaja.

## Demografia
W 2010 r. miejscowość zamieszkiwało 11 osób.

## Historia
W czasie II wojny światowej od lipca 1941 roku wieś była okupowana przez hitlerowców. Wyzwolenie nastąpiło we wrześniu 1943 roku.
Na mocy uchwały z dnia 28 maja 2015 roku wszystkie miejscowości (w tym Manichi) zlikwidowanej jednostki administracyjnej Pieriesudowskoje weszły w skład osiedla wiejskiego Titowszczinskoje.